# Daniel Kolenda
Daniel Kolenda (nascido em 9 de junho de 1981) é um missionário, evangelista e autor estadunidense, presidente global e CEO da Christ for all Nations (CfaN). Ele é um dos cofundadores do movimento The Send.
Sucessor do evangelista Reinhard Bonnke, é também anfitrião de um programa de televisão (CfaN.tv) transmitido internacionalmente e autor de 8 livros, incluindo os best-sellers “Viva antes que você morra” e “Destruindo dragões”.

## Educação
Daniel Kolenda é um pregador de quinta geração. Ele frequentou a Brownsville Revival School of Ministry em Pensacola, e mais tarde se formou na Southeastern University em Lakeland, Flórida. Porém, sua maior formação veio dos anos de ministério que passou lado a lado com seu mentor e pai espiritual, o evangelista Reinhard Bonnke. Juntos, eles viajaram ao redor do mundo pregando o Evangelho como uma equipe e com grande eficácia.

## Carreira
Em 2011, o evangelista alemão Reinhard Bonnke anunciou seus planos de aposentadoria, como presidente do CfaN, e nomeou Kolenda como seu sucessor. Em 2017, anunciou publicamente a nomeação de Kolenda. Após a morte de Bonnke em 2019, Kolenda tornou-se presidente global e CEO da CfAN.
O trabalho de Kolenda inclui apresentar dois programas de televisão distribuídos internacionalmente; é autor de oito livros, com best-sellers como Viva antes que você morra e Destruindo Dragões. Ele fundou o CfaN Evangelism Bootcamp, com o objetivo de "multiplicar trabalhadores em prol da colheita", levando ao lançamento de centenas de ministros e ministérios. Outros treinamentos fundados por Kolenda incluem a School of Evangelism (SOE), Fire Camp, a Nations University e School of Ministry. 
Kolenda é o pastor principal da Nations Church de Orlando, Flórida, onde também fundou o CfaN Evangelism Bootcamp.

## "Trump, 2019 and Beyond"
Em 6 de julho de 2019, Kolenda entrevistou o profeta Jeremiah Johnson em seu canal do Christ for All Nations no Facebook. Johnson, autor do livro "Trump, 2019 and Beyond", informou que teria recebido uma visão na qual Donald Trump surgia como o Nabucodonosor bíblico, e que a igreja deveria exercer o papel de Daniel, apoiando o líder escolhido por Deus para uma nova etapa global de avivamento espiritual. Durante a entrevista, Kolenda tentou se colocar de forma imparcial, negando que fosse um entusiasta de Trump, e que a profecia deveria ser entendida do ponto de vista espiritual.

## Kolenda no The Send Brasil
Em fevereiro de 2020, Kolenda, junto com outros cofundadores do The Send (Lou Engle, Michael Koulianos, Todd White, Brian Brennt, Teófilo Hayashi e Andy Byrd), esteve no Brasil para a primeira edição do The Send fora dos Estados Unidos. O presidente do Brasil, Jair Bolsonaro, fez uma aparição surpresa e declarou no palco que "é um crente em Jesus e que o Brasil pertence a Deus".
Sobre o evento, Kolenda postou em sua página no Facebook:
Deus está levantando esta geração para sair e ser Suas mãos e pés para espalhar o Evangelho. A idade média em todos os 3 estádios era de 24 anos! #TheSend Brasil foi um dia histórico para este país!

## Kolenda e a pandemia
Falando em relação à pandemia, numa live no YouTube em 29 de maio de 2020 ("Painel Profético COVID-19 com Daniel Kolenda"), Kolenda exortou seus telespectadores a não colocarem "seus ovos na mesma cesta", fossem eles si mesmos, o governo ou médicos. Que todos esses cestos tinham buracos, e que o único cesto sem furos era o de Deus. Poucos dias antes, em 11 de maio de 2020, ele havia declarado na página do Facebook da Christ for all Nations UK, que nenhuma doença ou enfermidade poderia resistir na presença de Deus e convocou seus leitores a serem "uma luz nas trevas" e não "se encolher de medo como aqueles no mundo cuja única esperança está na ciência, na medicina, na política e na economia".

## A polêmica do "pequeno deus"
Kolenda foi denunciado como apóstata e herege por correntes conservadoras do evangelicalismo. Isto se deve à sua defesa da "teologia do pequeno deus", que pressupõe que os cristãos têm o potencial de se tornarem criaturas divinas (ou semelhantes a Deus), algo que é implicitamente defendido pelo mormonismo e também pela Igreja Católica.
A respeito desta controvérsia, o próprio Kolenda declarou:

Veja bem, como acontece com a maioria das coisas, é possível haver erros de ambos os lados do debate. Reinhard costumava dizer: "Você pode cair dos dois lados de um cavalo". Então, sim, há um sentido em que somos deuses. Isso não é de acordo comigo, é de acordo com as escrituras. Está de acordo com as palavras do próprio Jesus. Por outro lado, isso não significa que sejamos objetos de adoração, ou que estejamos no mesmo nível de Deus — de forma alguma. Na verdade, de acordo com Hebreus, fomos feitos um pouco inferiores aos anjos, que também são chamados de deuses, aliás; os Elohim. Veja bem, às vezes duas coisas podem ser verdadeiras ao mesmo tempo, e às vezes a Bíblia exige a capacidade de usar o bom senso e ver as coisas com um pouco de nuance e contexto.Original (em inglês): You see, as it is with most things, it is possible error on both sides of the debate. Reinhard used to say, “You can fall off both sides of a horse.” So yes, there is a sense in which we are gods. That’s not according to me, that’s according to scripture. It is according to the words of Jesus himself. On the other hand, that doesn’t mean that we ourselves are objects of worship, or that we’re on the same level as God—by no means.  In fact, according to Hebrews, we’ve been made a little bit lower than the angels, who are also called gods by the way; the Elohim. You see, sometimes two things can be true at once, and sometimes the Bible requires the ability to use common sense and to see things with a little bit of nuance and context.— Daniel Kolenda  (em inglês)

## Publicações selecionadas
- Live Before You Die: Wake Up to God’s Will for Your Life (2012)
- The Judgment Seat of Christ (2016)
- Unlocking the Miraculous: Through Faith and Prayer (2016)
- Freedom from Debt. Biblical Keys to Financial Abundance (2017)
- Slaying Dragons: A Practical Guide to Spiritual Warfare (2019)
- Conquering Fear: A 60 Day Devotional (2020)